# 宮崎県道218号曽木停車場線
宮崎県道218号曽木停車場線（みやざきけんどう218ごう そきていしゃじょうせん）は、宮崎県延岡市を通る、かつて存在した一般県道である。

## 概要
延岡市北方町曽木の旧高千穂鉄道高千穂線の曽木駅から延岡市北方町曽木の国道218号交点に至る。
国道218号からの標識には県道215号と表示されていた。

### 路線データ
- 起点：延岡市北方町曽木（旧高千穂鉄道高千穂線 曽木駅前[注釈 2]、宮崎県道215号大保下曽木停車場線終点）
- 終点：延岡市北方町曽木（国道218号交点）
- 総延長：1,243.1 m[注釈 1][1]

## 歴史
- 1959年（昭和34年）6月1日 - 宮崎県告示第226号により宮崎県道曽木停車場線が路線認定される。
  - 整理番号：41
  - 起点：曽木停車場
  - 終点：二級国道熊本延岡線交点
  - 道路法第7条第1項該当号：第5号[2]
- 1972年（昭和47年）11月 - 整理番号が218に変更される。
- 2007年（平成19年）9月6日 - 高千穂鉄道高千穂線 延岡駅 - 槇峰駅間廃線に伴い曽木駅が廃駅となる。これにより路線認定の根拠が失われる。
- 2014年（平成26年）3月31日 - 宮崎県告示第221号により宮崎県道215号大保下曽木停車場線と宮崎県道218号曽木停車場線が路線廃止となり、宮崎県告示第220号により新たに宮崎県道215号板上曽木線が路線認定される[3]。

## 地理

### 通過していた自治体
- 延岡市

### 交差していた道路
| 交差していた道路                | 交差していた場所 | 交差していた場所 |
| ------------------------------- | ---------------- | ---------------- |
| 宮崎県道215号大保下曽木停車場線 | 北方町曽木       | 起点             |
| 国道218号                       | 北方町曽木       | 終点             |

### 沿線
- 延岡警察署 曽木駐在所